# 6972 Helvetius
6972 Helvetius este o planetă minoră (asteroid), cu un diametru de 6,878 km, din centura de asteroizi. A fost descoperită pe 4 aprilie 1992 la Observatorul La Silla de Eric Walter Elst și a fost numită după Claude Adrien Helvétius. 
Obiectul prezintă o orbită caracterizată de o semiaxă mare de 2,5680656 UAi, o excentricitate de 0,13, o înclinație de 6,35119 ° în raport cu ecliptica.